# Nico Walther
Nico Walther (ur. 7 czerwca 1990 we Freital) – niemiecki bobsleista, wicemistrz olimpijski, srebrny medalista mistrzostw świata.

## Kariera
Pierwszy sukces w karierze osiągnął w 2015 roku, kiedy wspólnie z Andreasem Bredau, Marko Hübenbeckerem i Christianem Poserem zdobył srebrny medal w czwórkach na mistrzostwach świata w Winterbergu. Ponadto w sezonie 2014/2015 zajął drugie miejsce w klasyfikacji Pucharu Świata w kombinacji, przegrywając tylko z Łotyszem Oskarsem Melbārdisem. W 2018 roku zadebiutował na igrzyskach olimpijskich, zdobywając w Pjongczangu srebro w czwórkach. W marcu 2020 roku, po mistrzostwach świata w Altenbergu, na których zdobył brązowy medal w czwórkach, ogłosił zakończenie sportowej kariery.